# Жозеф Жофър
Жозеф Жак Сезер Жофър (на френски: Joseph Jacques Césaire Joffre) е френски маршал, автор на военния план на Франция през Първата световна война и победител в битката при Марна през септември 1914 г.
В края на 1916 г. е сменен от поста главнокомандващ на армията, главно заради неуспехите на бойното поле в периода 1915 – 1916 г.

## Биография
Жофър е роден на 12 януари 1852 г. в южната френска комуна Ривзалт в семейство лозари. След като завършва Екол политекник през 1870 г., той участва като младши артилерийски офицер в обсадата на Париж (1870 – 1871), а след това служи в Индокитай, Западна Африка и Мадагаскар. Той взема дейно участие в локалните военни конфликти на тези места и жъне големи успехи, което бързо го изкачва във военната йерархия. На Мадагаскар служи под ръководството на Жозеф Галиени и е повишен на бригаден генерал по време на престоя си там.
Когато се завръща във Франция през 1903 г., той поема командването на 19-а кавалерийска бригада, а след това е назначен във Военното министерство в Париж като директор на инженерите през 1904 г. На следващата година е повишен на дивизионен генерал – най-високият чин във френската армия по това време. През 1911 г. е назначен за началник-щаб на Генералния щаб на армията, което го поставя в позиция на главнокомандващ в случай на война. След като на власт идва ляво правителство през май 1914 г., Жофър трябва да бъде заменен от Морис Сарай през есента, но войната избухва преди това да се случи.
Жофър е отговорен за пагубния за френската армия план, предвиждащ кампания на масирани атаки по френско-германската граница в началото на Първата световна война. Безнадеждността на плана става очевидна, когато голямо германско обграждащо движение през Белгия хваща Жофър и френското върховно командване неподготвени, заплашва да обходи съюзническите войски по фланга и да превземе Париж. Когато осъзнава разгръщащата се германска заплаха по левия френски фланг, Жофър размества войските си и образува нова френска армия (6-а армия), която се намира под неговото пряко ръководство и има за цел да се противопостави на германското настъпление. Именно в този момент на върховно изпитание изпъкват най-добрите му качества – неговите невъзмутимост, сила на характера и кураж спасяват ситуацията за французите. Постоянно под заплахата на превъзхождащите го германски сили, настъпващи в дъга северно от Париж, французите отстъпват бавно, докато левият им флаг почти достига покрайнините на града към 5 септември. Тогава, на 6 септември Жофър дава заповед за мащабна контраатака, останала в историята като първата битка при Марна. Схватката води до частично отблъскване на германското настъпление и рухване на немските надежди за бърза победа на Западния фронт.
Към края на 1914 г. Западният фронт се превръща в окопна война, продължила до 1918 г. През 1915 г. френските армии под командването на Жофър се опитват да пробият немските позиции на скъпа цена и се провалят. С това престижът на генерала започва да изчезва, а очевидната липса на подготовка на французите за германската атака при Вердюн през 1916 г., за която той се държи отговорен, полага основите на падението му. След като му е отнета ръководната позиция в армията, Жофър подава оставка на 26 декември 1916 г., като на същия ден е удостоен с почетната титла маршал на Франция.
През 1917 г. Жофър е изпратен на мисия в САЩ, където договоря изпращането на американски войници и провизии в помощ на французите. През 1918 г. Жофър е назначен за председател на Върховния военен съвет. След края на войната, през 1919 г. се пенсионира и е избран за член на Френската академия.
Умира на 3 януари 1931 г. в Париж. Мемоарите му са публикувани в два тома през 1932 г.